# NGC 5248

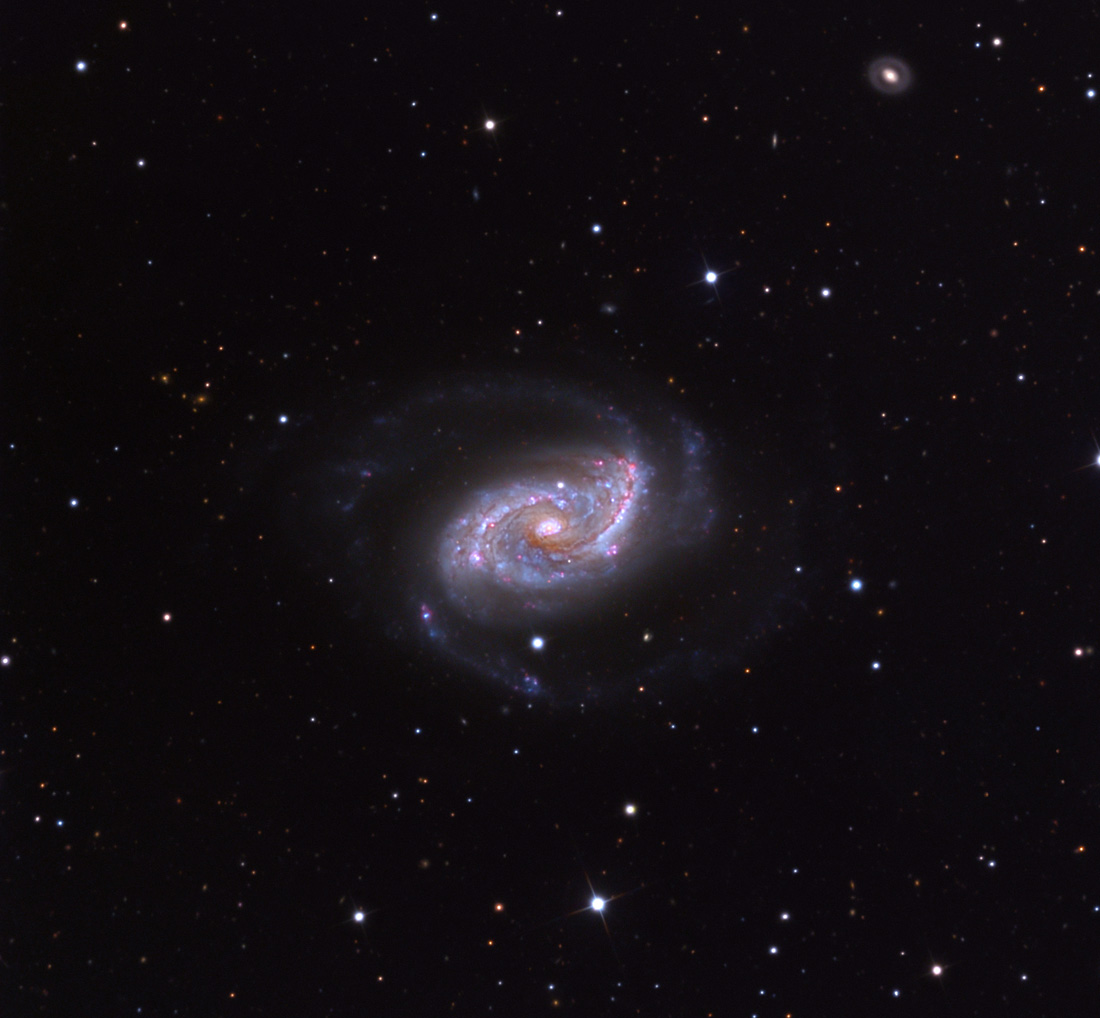
صورة NGC 5248

NGC 5248 (المعروفة أيضا باسم كالدويل 45) هي مجرة حلزونية متوسطة تقع في كوكبة العواء تبعد حوالي 59 مليون سنة ضوئية. وهي عضو في مجموعة NGC 5248 من المجرات وهي واحدة من مجموعات العذراء الثلاث موصولة إلى الشرق من عنقود مجرات العذراء العظيم. تختلف قياسات المسافة من 41.4 مليون سنة ضوئية إلى 74.0 مليون سنة ضوئية ويبلغ متوسطها حوالي 58.7 مليون سنة ضوئية.

## وصلات خارجية
- NGC 5248 على موقع ويكي سكاي: DSS2, SDSS, GALEX, IRAS, Hydrogen α, X-Ray, Astrophoto, Sky Map, Articles and images